# Giro di Svizzera 1949
Il Giro di Svizzera 1949, tredicesima edizione della corsa, si svolse dal 30 luglio al 6 agosto 1949 per un percorso di 1 874 km, con partenza e arrivo a Zurigo. Il corridore svizzero Gottfried Weilenmann si aggiudicò la corsa concludendo in 55h36'17".
Dei 75 ciclisti alla partenza arrivarono al traguardo in 40, mentre 35 si ritirarono.

## Tappe
| Tappa  | Data      | Percorso           | km    | Vincitore di tappa  | Leader cl. generale  |
| ------ | --------- | ------------------ | ----- | ------------------- | -------------------- |
| 1ª     | 30 luglio | Zurigo > Arbon     | 250   | Ernst Stettler      | Ernst Stettler       |
| 2ª     | 31 luglio | Arbon > Davos      | 174   | Georges Aeschlimann | Ernst Stettler       |
| 3ª     | 1º agosto | Davos > Ascona     | 201   | Charles Guyot       | Gottfried Weilenmann |
| 4ª     | 2 agosto  | Ascona > Ginevra   | 350   | André Brulé         | Gottfried Weilenmann |
| 5ª     | 3 agosto  | Ginevra > Friburgo | 183   | Ernst Stettler      | Gottfried Weilenmann |
| 6ª     | 4 agosto  | Friburgo > Berna   | 268   | Adolf Verschueren   | Gottfried Weilenmann |
| 7ª     | 5 agosto  | Berna > Basilea    | 223   | Ward Peeters        | Gottfried Weilenmann |
| 8ª     | 6 agosto  | Basilea > Zurigo   | 225   | Fritz Schär         | Gottfried Weilenmann |
| Totale | Totale    | Totale             | 1 874 |                     |                      |

## Dettagli delle tappe

### 1ª tappa
- 30 luglio: Zurigo > Arbon – 250 km

Risultati
| Pos. | Corridore         | Squadra  | Tempo    |
| ---- | ----------------- | -------- | -------- |
| 1    | Ernst Stettler    | Svizzera | 6h36'36" |
| 2    | Vittorio Rossello | Italia   | a 2'58"  |
| 3    | Fritz Zbinden     | Svizzera | s.t.     |

### 2ª tappa
- 31 luglio: Arbon > Davos – 174 km

Risultati
| Pos. | Corridore            | Squadra  | Tempo    |
| ---- | -------------------- | -------- | -------- |
| 1    | Georges Aeschlimann  | Svizzera | 5h25'42" |
| 2    | Gottfried Weilenmann | Svizzera | a 1'24"  |
| 3    | Danilo Barozzi       | Italia   | a 3'01"  |

### 3ª tappa
- 1º agosto: Davos > Ascona – 201 km

Risultati
| Pos. | Corridore     | Squadra     | Tempo    |
| ---- | ------------- | ----------- | -------- |
| 1    | Charles Guyot | Svizzera    | 6h47'20" |
| 2    | André Brulé   | Francia     | s.t.     |
| 3    | Marcel Ernzer | Lussemburgo | s.t.     |

### 4ª tappa
- 2 agosto: Ascona > Ginevra – 350 km

Risultati
| Pos. | Corridore            | Squadra  | Tempo     |
| ---- | -------------------- | -------- | --------- |
| 1    | André Brulé          | Francia  | 11h20'31" |
| 2    | Gottfried Weilenmann | Svizzera | s.t.      |
| 3    | Georges Aeschlimann  | Svizzera | s.t.      |

### 5ª tappa
- 3 agosto: Ginevra > Friburgo – 183 km

Risultati
| Pos. | Corridore       | Squadra  | Tempo    |
| ---- | --------------- | -------- | -------- |
| 1    | Ernst Stettler  | Svizzera | 4h55'39" |
| 2    | Nello Sforacchi | Italia   | a 42"    |
| 3    | Danilo Barozzi  | Italia   | s.t.     |

### 6ª tappa
- 4 agosto: Friburgo > Berna – 268 km

Risultati
| Pos. | Corridore         | Squadra | Tempo    |
| ---- | ----------------- | ------- | -------- |
| 1    | Adolf Verschueren | Belgio  | 7h44'40" |
| 2    | Ward Peeters      | Belgio  | a 11'51" |
| 3    | Renzo Zanazzi     | Italia  | s.t.     |

### 7ª tappa
- 5 agosto: Berna > Basilea – 223 km

Risultati
| Pos. | Corridore       | Squadra  | Tempo    |
| ---- | --------------- | -------- | -------- |
| 1    | Ward Peeters    | Belgio   | 5h53'51" |
| 2    | Giordano Cottur | Italia   | s.t.     |
| 3    | Ernst Stettler  | Svizzera | s.t.     |

### 8ª tappa
- 6 agosto: Basilea > Zurigo – 225 km

Risultati
| Pos. | Corridore         | Squadra  | Tempo    |
| ---- | ----------------- | -------- | -------- |
| 1    | Fritz Schär       | Svizzera | 6h09'42" |
| 2    | Walter Diggelmann | Svizzera | a 2'03"  |
| 3    | Adolf Verschueren | Belgio   | a 8'00"  |

## Classifiche finali

### Classifica generale
| Pos. | Corridore            | Squadra     | Tempo     |
| ---- | -------------------- | ----------- | --------- |
| 1    | Gottfried Weilenmann | Svizzera    | 55h36'17" |
| 2    | Georges Aeschlimann  | Svizzera    | a 9"      |
| 3    | Ernst Stettler       | Svizzera    | a 11'59"  |
| 4    | André Brulé          | Francia     | a 13'20"  |
| 5    | Danilo Barozzi       | Italia      | a 17'41"  |
| 6    | Nello Sforacchi      | Italia      | a 23'39"  |
| 7    | Fritz Zbinden        | Svizzera    | a 24'09"  |
| 8    | Vittorio Rossello    | Italia      | a 25'23"  |
| 9    | Marcel Ernzer        | Lussemburgo | a 28'26"  |
| 10   | Ward Peeters         | Belgio      | a 33'59"  |

### Classifica scalatori
| Pos. | Corridore            | Squadra  | Punti |
| ---- | -------------------- | -------- | ----- |
| 1    | Martin Metzger       | Svizzera | 35    |
| 2    | Vittorio Rossello    | Italia   | 32    |
| 3    | André Brulé          | Francia  | 30    |
| 4    | Gottfried Weilenmann | Svizzera | 26    |
| 5    | Fritz Schär          | Svizzera | 25,5  |